# Влъхва
Влъхва (мн.ч. влъхви, стб. влъхвъ) в славянското езичество означава жрец, добър магьосник, гадател, прорицател, лечител. Старобългарското влъхвъ е в основата на думата влъшьба (вълшебство) и влъшьбникъ (вълшебник).
Влъхви са се наричали древните славянски жреци, които, освен че служели на боговете, извършвали и различни магии в полза на рода, племето, за възстановяване на природния баланс. Въобще били оръдие на боговете, спомагали за съблюдаването на върховния божествен закон Правда и имали силно изразени шамански функции.
В смисъла на езически жреци, звездобройци, е употребено понятието влъхва и в Библията. В Новия завет (Матей 2:1,2) тримата влъхви, водени от Витлеемската звезда, идват да се поклонят на новородения Исус Христос и да му поднесат дарове. Имената им се срещат едва в средновековни източници, както и в гръцката ерминия на Дионисий от Фурна в порядък: Каспар, Мелхиор и Валтасар. В католическата църква празникът им е на Богоявление, 6 януари.
Днес терминът влъхви (волхвы) се използва като самоназвание от лидерите на съвременните славянски езически общини, най-разпространени в Русия и Украйна (виж Родоверие).